# Чемпионат Северной, Центральной Америки и Карибского бассейна по волейболу среди женщин 2003
18-й чемпионат Северной, Центральной Америки и Карибского бассейна (NORCECA) по волейболу среди женщин прошёл с 13 по 18 сентября 2003 года в Санто-Доминго (Доминиканская Республика) с участием 7 национальных сборных команд. Чемпионский титул в 4-й раз в своей истории и во второй раз подряд выиграла сборная США.

## Команды-участницы
Доминиканская Республика, Канада, Коста-Рика, Куба, Мексика, Пуэрто-Рико, США, Тринидад и Тобаго.
От участия отказалась первоначально заявленная Мексика.

## Система проведения чемпионата
7 команд-участниц на предварительном этапе разбиты на две группы. Победители групп напрямую выходят в полуфинал плей-офф. Команды, занявшие в группах 2-е и 3-и места, выходят в четвертьфинал и определяют ещё двух участников полуфинала. Полуфиналисты по системе с выбыванием определяют призёров первенства. Итоговые 5—6-е места разыгрывают команды, проигравшие в 1/4-финала.

## Предварительный этап

### Группа А
| М | Команда                  | 1   | 2   | 3   | 4   | И | В | П | С/П | О |
| - | ------------------------ | --- | --- | --- | --- | - | - | - | --- | - |
| 1 | Доминиканская Республика |     | 3:2 | 3:0 | 3:0 | 3 | 3 | 0 | 9:2 | 6 |
| 2 | Канада                   | 2:3 |     | 3:1 | 3:0 | 3 | 2 | 1 | 8:4 | 5 |
| 3 | Пуэрто-Рико              | 0:3 | 1:3 |     | 3:0 | 3 | 1 | 2 | 4:6 | 4 |
| 4 | Тринидад и Тобаго        | 0:3 | 0:3 | 0:3 |     | 3 | 0 | 3 | 0:9 | 3 |

13 сентября: Канада — Тринидад и Тобаго 3:0 (25:12, 25:9, 25:10); Доминиканская Республика — Пуэрто-Рико 3:0 (25:23, 25:16, 25:16).
14 сентября: Пуэрто-Рико — Тринидад и Тобаго 3:0 (25:15, 25:14, 25:21); Доминиканская Республика — Канада 3:2 (22:25, 25:20, 25:21, 21:25, 15:8).
15 сентября: Доминиканская Республика — Тринидад и Тобаго 3:0 (25:12, 25:8, 25:14); Канада — Пуэрто-Рико 3:1 (19:25, 25:20, 25:10, 25:17).

### Группа В
| М | Команда    | 1   | 2   | 3   | И | В | П | С/П | О |
| - | ---------- | --- | --- | --- | - | - | - | --- | - |
| 1 | США        |     | 3:2 | 3:0 | 2 | 2 | 0 | 6:2 | 4 |
| 2 | Куба       | 2:3 |     | 3:0 | 2 | 1 | 1 | 5:3 | 3 |
| 3 | Коста-Рика | 0:3 | 0:3 |     | 2 | 0 | 2 | 0:6 | 2 |

 Мексика — отказ.
13 сентября: Куба — Коста-Рика 3:0 (25:14, 25:11, 25:13).
14 сентября: США — Коста-Рика 3:0 (25:11, 25:11, 25:19).
15 сентября: США — Куба 3:2 (20:25, 25:20, 25:20, 18:25, 15:13).

## Плей-офф

### Четвертьфинал
16 сентября
Куба — Пуэрто-Рико 3:0 (25:6, 25:15, 25:14)
Канада — Коста-Рика 3:0 (25:18, 25:8, 25:15)

### Матч за 5-е место
16 сентября
Пуэрто-Рико — Коста-Рика 3:2 (25:19, 20:25, 25:20, 19:25, 15:13)

### Полуфинал
16 сентября
Куба — Доминиканская Республика 3:2 (25:23, 25:22, 20:25, 20:25, 15:11)
США — Канада 3:0 (25:16, 25:19, 25:16)

### Матч за 3-е место
17 сентября
Доминиканская Республика — Канада 3:0 (25:22, 25:19, 25:21)

### Финал
17 сентября
США — Куба 3:0 (25:22, 25:17, 30:28)

## Итоги

### Положение команд
| США                      |
| Куба                     |
| Доминиканская Республика |
| 4. Канада                |
| 5. Пуэрто-Рико           |
| 6. Коста-Рика            |
| 7. Тринидад и Тобаго     |

### Призёры
США: Прикеба Фиппс, Даниэль Скотт, Тайиба Хэниф, Линдси Берг, Стэси Сикора, Элизабет Бэчмэн, Хизер Боун, Бриттани Хоучвар, Робин А Моу-Сантос, Нэнси Метколф, Логан Том, Сара Норьега. Главный тренер — Тосиаки Ёсида.
  Куба: Юмилка Руис Луасес, Янелис Сантос Алленье, Нэнси Каррильо де ла Пас, Майбелис Мартинес Адлум, Дайми Рамирес Эчеварриа, Яйма Ортис Чарро, Лиана Меса Луасес, Росир Кальдерон Диас, Анниара Муньос Каррасана, Дульсе Тельес Паласиос, Марта Санчес Сальфран, Сойла Баррос Фернандес. Главный тренер — Луис Фелипе Кальдерон Блет.
  Доминиканская Республика: Аннерис Варгас Вальдес, Розалин Анхелес Рохас, Юделкис Баутиста, Эвелин Каррера Рикардо, София Мерседес Эредиа, Нурис Ариас, Милагрос Кабрал де ла Крус, Хуана Гонсалес Санчес, Франсия Джэксон Кабрера, Присилла Ривера Бренс, Косири Родригес Андино, Кения Морета Перес. Главный тренер — Хорхе Гарбей.

### Индивидуальные призы
MVP:  Юмилка Руис Луасес
Лучшая нападающая:  Прикеба Фиппс
Лучшая блокирующая:  Аннерис Варгас Вальдес
Лучшая на подаче:  Сойла Баррос Фернандес
Лучшая в защите:  Эми Татт
Лучшая на приёме:  Косири Родригес
Лучшая связующая:  Робин А Моу-Сантос
Лучшая либеро:  Анни Левек